# 蒙特梅索拉
蒙特梅索拉（義大利語：Montemesola），是意大利塔兰托省的一个市镇。总面积16平方公里，人口4162人，人口密度260.1人/平方公里（2009年）。ISTAT代码为073017。